# Lew Wasserman
Lew Wasserman (Cleveland, 15 de març de 1913 – Beverly Hills, 3 de juny de 2002) va ser un empresari estatunidenc, famós per la seva activitat de producció cinematogràfica i càsting per les majors de Hollywood. Va ser també el mànager de la MCA per l'equip de Martin and Lewis.
Wasserman era fill d'immigrants russos i jueus, de Cleveland. Va començar la seva carrera treballant com a representant de la MCA amb el propietari Jules Stein. Sota la seva supervisió, la MCA van començar a actuar com a administrador no només de cantants, sinó també d'actors. La MCA de Wasserman va començar a dominar Hollywood, en representació d'estrelles com Bette Davis i Ronald Reagan, que va ser ajudat per Wasserman per convertir-se en el president de la Screen Actors Guild.
De la mà de la creixent popularitat de televisió els anys posteriors de la Segona Guerra Mundial i la fallida de diversos estudis de cinema, Wasserman va comprar la Universal Studios i la Decca Records el 1958, unint-les amb la MCA el 1962. El 1966, va posar Jack Valenti a la direcció de l'Associació Cinematogràfica dels Estats Units. Juntes controlaven gran part del treball de Hollywood. Wasserman va dirigir els estudis durant gairebé trenta anys, abans de vendre-la als japonesos de la Matsuhita Electric el 1990.
Wasserman va guanyar prop de 350 milions de dòlars amb aquest negoci, però el seu poder i influència es va reduir drasticament, quan la Seagram va comprar tota la companyia el 1995. Wasserman va servir a la junta de directors fins al 1998. Va morir de complicacions relacionades amb una ictus el 2002, a Beverly Hills, Califòrnia, i va ser guardonat amb la 2349 estrella al Passeig de la Fama de Hollywood el 5 d'octubre de 2007.
El seu net, Casey Wasserman, treballa a l'agència de la família, la Wasserman Media Group, que es va inaugurar el 1998. Casey és el president de la Fundació Wasserman, una organització caritativa fundada per Wasserman i la seva dona Edie el 1952.
Wasserman va ser un important partidari del Partit Demòcrata.

## Influència als mitjans
- La figura de Lew Wasserman ha inspirat el personatge de Eli Marrion en la novel·la The Last Godfather de Mario Puzo.